# A360 (route russe)
Pour les articles homonymes, voir A360.
La route fédérale A-360 « Léna» (en russe : Федеральная автомобильная дорога А360 «Лена», Federalnaya avtomobilnaya doroga «Lena».) appelée aussi « route de la Léna» (par référence au fleuve qu'elle longe en partie) ou encore« route Amour-Iakoutsk » (russe : Амуро-Якутская автомобильная дорога) , est une route fédérale située dans l'Extrême-Orient russe. Elle relie la route transsibérienne à l'Extrême nord-est de la Russie, en partant de Skovordino dans l'oblast de l'Amour jusqu'à Nijni Bestiakh en Iakoutie, et ainsi à la grande ville de Iakoutsk. Elle permet de desservir les lieux d'extraction de ressource, et traverse des régions inhospitalières et dépeuplées. Elle est la seule route, parfois surnommée « route de la vie », permettant de relier les zones du nord-est de la Russie, et permet d'aller en continuant avec la R504 jusqu'à Magadan, ville à l'extrémité du réseau routier russe. 
Elle a été construite par étapes entre 1925 et 1964. Bien qu'il s'agisse d'une route fédérale, ce n'était pendant longtemps qu'une simple piste en terre. Lorsqu'elle était gelée en hiver, la chaussée était excellente. Mais, en été, lorsqu'il pleuvait, la route se transformait en un bourbier redoutable. En 2006, elle recevait même en Russie le titre de « la pire » et même de « la piste la plus terrible du monde ». Cependant, avec les rénovations, la route est dans un état bon voir excellent. 

## Présentation
La route était dénommée Magistrale 56 ou M56 () avant 2011, date à laquelle le nom a été changé en A360, cependant le changement a pris totalement effet au 1er janvier 2018,. La route tire son nom du puissant fleuve Lena, qui s'écoule suivant une direction générale sud-nord dans cette partie de la Sibérie, même si l'A360 la longe que sur les cent derniers kilomètres. Elle est la seule route ouverte toute l'année vers la région depuis le reste de la Russie, l'A331 n'étant qu'encore qu'une route d'hiver sur certaines parties du trajet, et ainsi est la principale artère de transport, avec la magistrale Amour-Iakoutie. Elle fait aussi partie d'un corridor international reliant la Chine à Magadan.
La route part de Skovorodino (plus exactement de Never, une commune de Skovorodino), ville de 8000 habitants sur le transsibérien dans l'oblast de l'Amour. À peine après être partie, elle croise la R297 allant de Tchita à Khabarovsk. Mais contrairement à la R297, l'A360 prend plein nord, en traversant les étendues de taïga de Sibérie orientale. Elle arpente d'abord la crête de Tchernychev, avant d'arriver à Tynda puis de repartir. L'A360 traverse par la suite les monts Stanovoï, pour arriver à Nerioungri. De là, elle passe à travers le Yangi occidental, traverse Aldan pour ensuite passer par le massif de l'Aldan avec le col Tit. Une fois ces monts passés, elle redescend vers la vallée fluviale de la Léna, qu'elle longe ensuite pendant environ 100 kilomètres avant d'atteindre Nijni Bestiakh, ville sur la rive droite de la Léna, en face de Iakoutsk, peuplée d'environ 4000 habitants.
Pour aller à Iakoutsk, c'est lorsque l'état du fleuve le permet, on peut le traverser directement sur la glace (décembre - avril habituellement) ou par ferry ; mais une grande partie de l'année, le fleuve est impraticable en raison des crues ou parce que la glace est incapable de soutenir le poids des véhicules. La seule solution est alors de passer par les airs, en avion. En Iakoutie, il n'existe aucun pont sur la Lena, mais un est actuellement en construction, avec une ouverture projetée en 2025, voire en 2024. Le coût est de 83,3 milliards de roubles.  

Grâce aux travaux récents entrepris depuis les années 2010, le nombre de véhicules a fortement augmenté, et l'économie touristique est née dans les zones desservies, comme dans les oulous de Khangalas et de Nerioungri. La route est entretenue par la FKU Uprdor « Léna », une agence subordonnée à Rosavtodor, l'agence fédérale des routes en Russie. Concernant la sécurité routière, aussi assurée par l'agence, il y eut 66 accidents sur l'année 2019 avec 20 morts, contre 55 en 2020 avec seulement 11 morts.

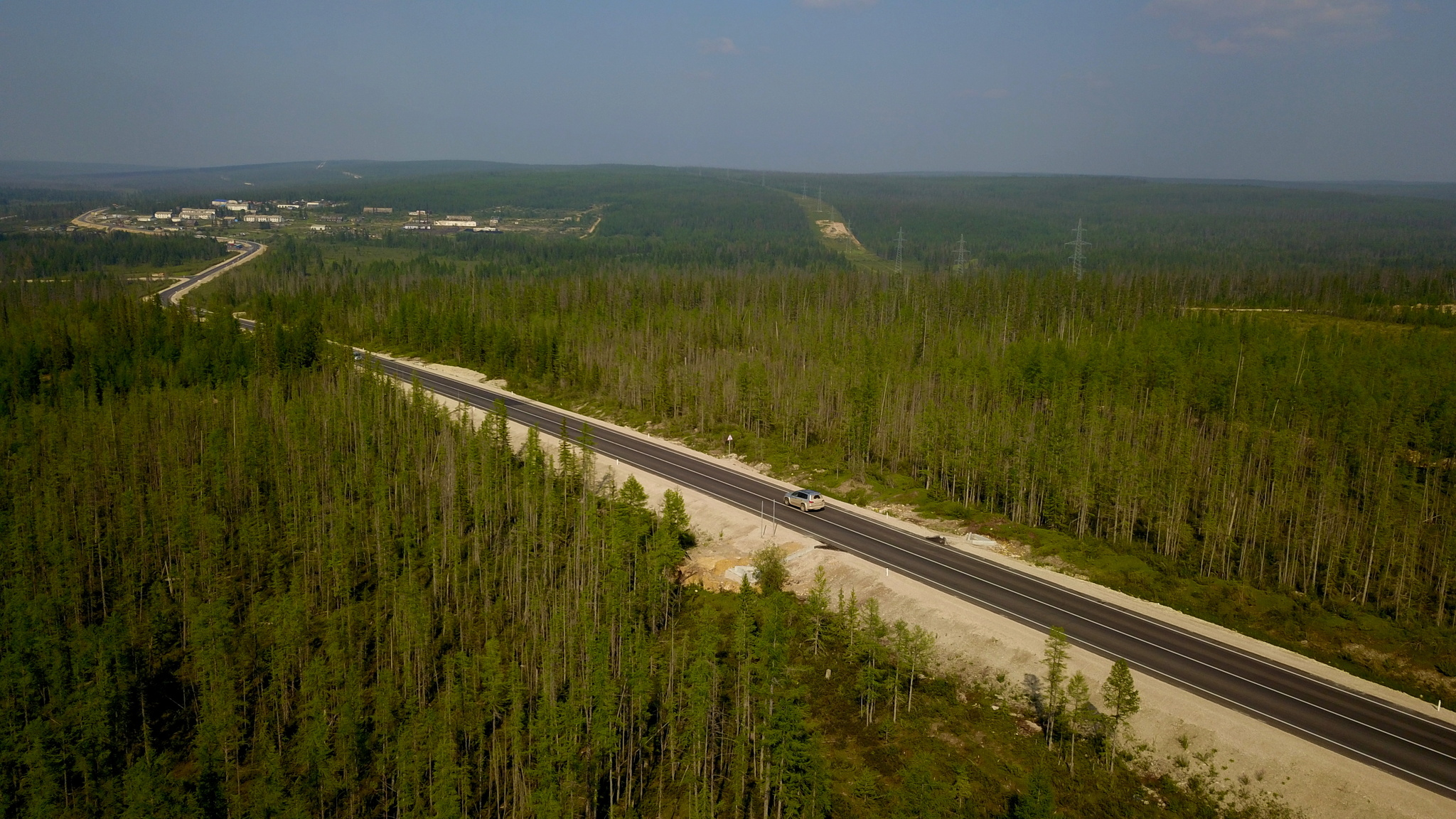
La route à Oulou. L'A360 est surélevée pour éviter d'être inondée au printemps.

La géologie de la route est la principale cause de dégradation que la route peut subir, et ce fut le principal défi technique. La route est construite sur du pergélisol, mais avec des forts contrastes selon la latitude et l'altitude. La proportion de pergélisol est aussi déterminé par les caractéristiques climatiques et météorologiques de chaque endroit. Alors que dans le sud, comme à Tynda, le pergélisol est peu présent, surtout disséminé sur les hauteurs et sans continuité, dès Tommot, le pergélisol est de partout. Dans le sud, où les températures du sol vont de 0 à - 3 °C, le sol est gelé au maximum entre 100 et 200 mètres, alors qu'à Tommot, c'est jusqu'à 600 mètres, avec des températures de −5 °C dans le sol.
L'autre problème, outre la construction sur du pergélisol, est la fonte de celui-ci au printemps. À certains endroits, jusqu'à 70 % du volume du sol peut être composé de glace, qui va fondre, inonder et faire s'effondrer par subsidence la route au printemps.
Quant aux autres phénomènes, le parcours est témoin de couches d'inversion entre les vallées et les cols qu'il passe. Les masses froides tendent à stagner aux fonds des vallées au lieu des hauteurs. À cause de ce phénomène, le pergélisol est d'ailleurs plus présent dans les vallées que dans les monts. De plus, les couches d'inversions peuvent être si importantes que le sol peut atteindre une température supérieure à 0°C, créant des taliks et des cours d'eau souterrains abimant la route et ses fondations. De plus, cela entraine aussi des glissements de roche, qui peuvent s'abattre sur la route.

### Col Tit

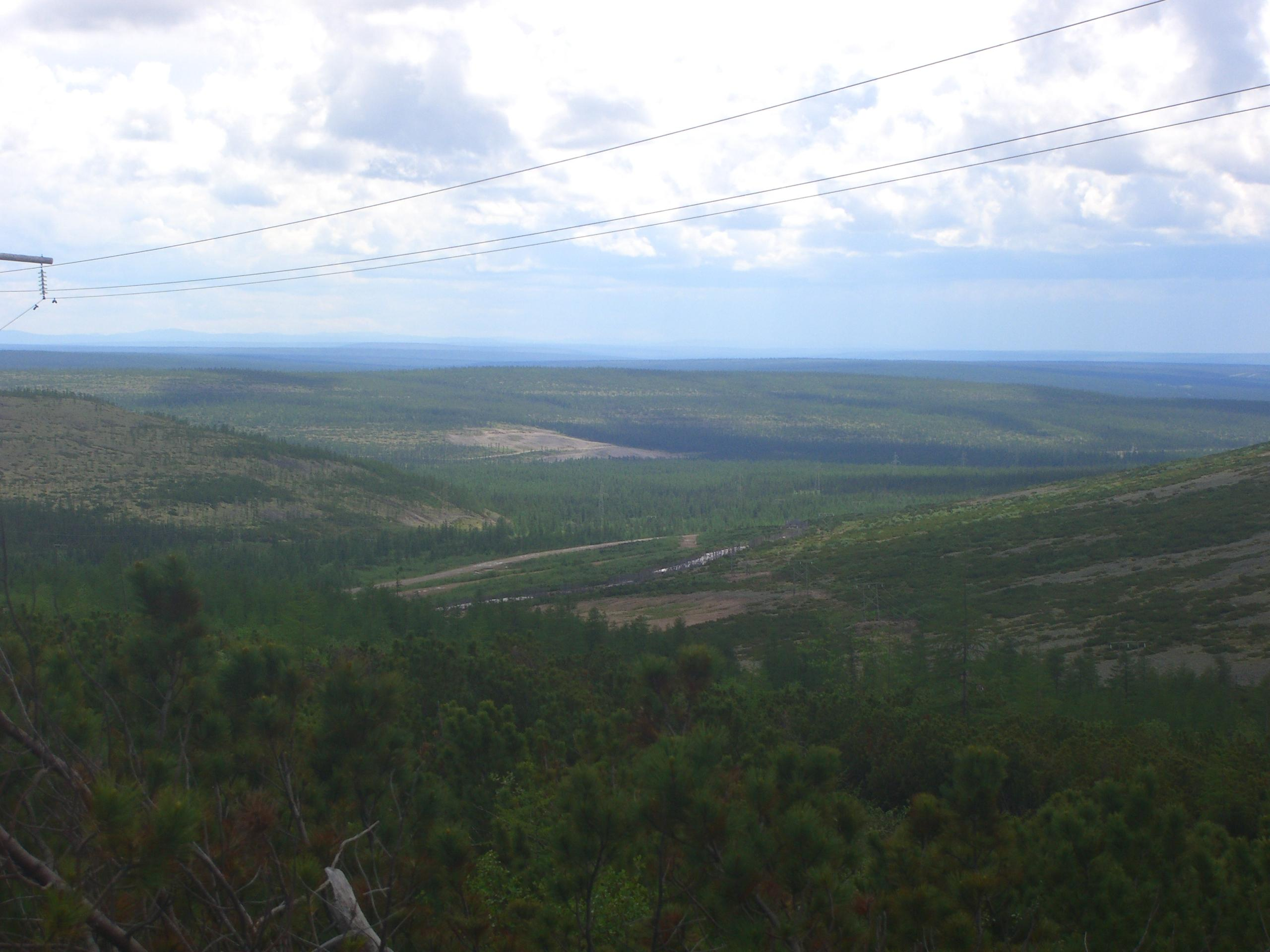
La route juste avant son ascension vers le col Tit.

Dans le massif d'Aldan, au kilomètre 504 existe le seul grand col de la route, le col Tit, réputé pour sa dangerosité. En effet, les tempêtes de neige sont constantes la majorité de l'année, et il peut même avoir des tombées importantes à la mi-juin et dès août. La route doit aussi, en venant depuis Iakoutsk, passer par une vallée avec des vents forts, qui peuvent rendre difficile de garder la bonne trajectoire. À cause des aléas, la section est surveillée par vidéo.

## Histoire
Au tout début du XXe siècle, l'Empire russe était encore déconnecté de ses régions sibériennes, et seulement une route d'hiver partant d'Irkoutsk permettait d'accéder à Iakoutsk, en passant par Mirny, itinéraire long de plus de 2650 kilomètres.
Mais lorsque les gisements d'or de la région de l'Amour et du sud de la Iakoutie ont commencé à être exploité à ce moment-là, comme dans les bassins des rivières Aldan et Timpton, les intérêts pour une route sont apparus. C'est en 1910 que les premières études sont faites pour construire une route vers le nord, alors que 150 mines existent dans la région de la future route.. La même année, la construction commence, partant de la ligne du transsibérien à Skovorodino (alors nommé Roukhlovo) et devant aller vers la mine "Iakoute" dans les monts Stanovoï. Au total, c'est 293 kilomètres qui doivent être construits, auquel il faut rajouter 47 kilomètres de route secondaire vers la mine de Lebedinoï. Ce tout est achevé en 1916, et les premières charrettes et véhicules arpentent l'itinéraire. L'hiver, la route est fréquentée par les traineaux mais aussi par une centaine de chameaux, utilisés par une compagnie d'or, la compagnie du Haut-Amour, détenu par l'État. C'était la première fois que de tels animaux étaient utilisés en Sibérie.
Une fois le gouvernement soviétique établi, il est décidé en mais 1925 de construire la route jusqu'à Iakoutsk et vers les mines d'or d'Aldan, pas encore desservi. Cela est aussi décidé grâce aux perspectives économiques qu'ouvre la route, mais aussi la prolongation de celle-ci vers la Kolyma, qui est en pleine ruée vers l'or. En 1927, les études pour la construction sont finies, alors que les travaux ont déjà commencés depuis 2 ans, pour construire la route vers Iakoutsk. La route doit permettre le passage de véhicule lourd, étant donné que le transport ferroviaire n'était pas envisagé pour la région.

À l'été 1928, la route est achevée entre Bolchoï Never (le nom d'alors de Skovordino) à Tommot, et en septembre de la même année, une voiture arrive pour la première fois à Tchoulmann. Deux ans plus tard, les travailleurs, prisonniers souvent, atteignent les rives de la Léna, il manque alors qu'une centaine de kilomètres.

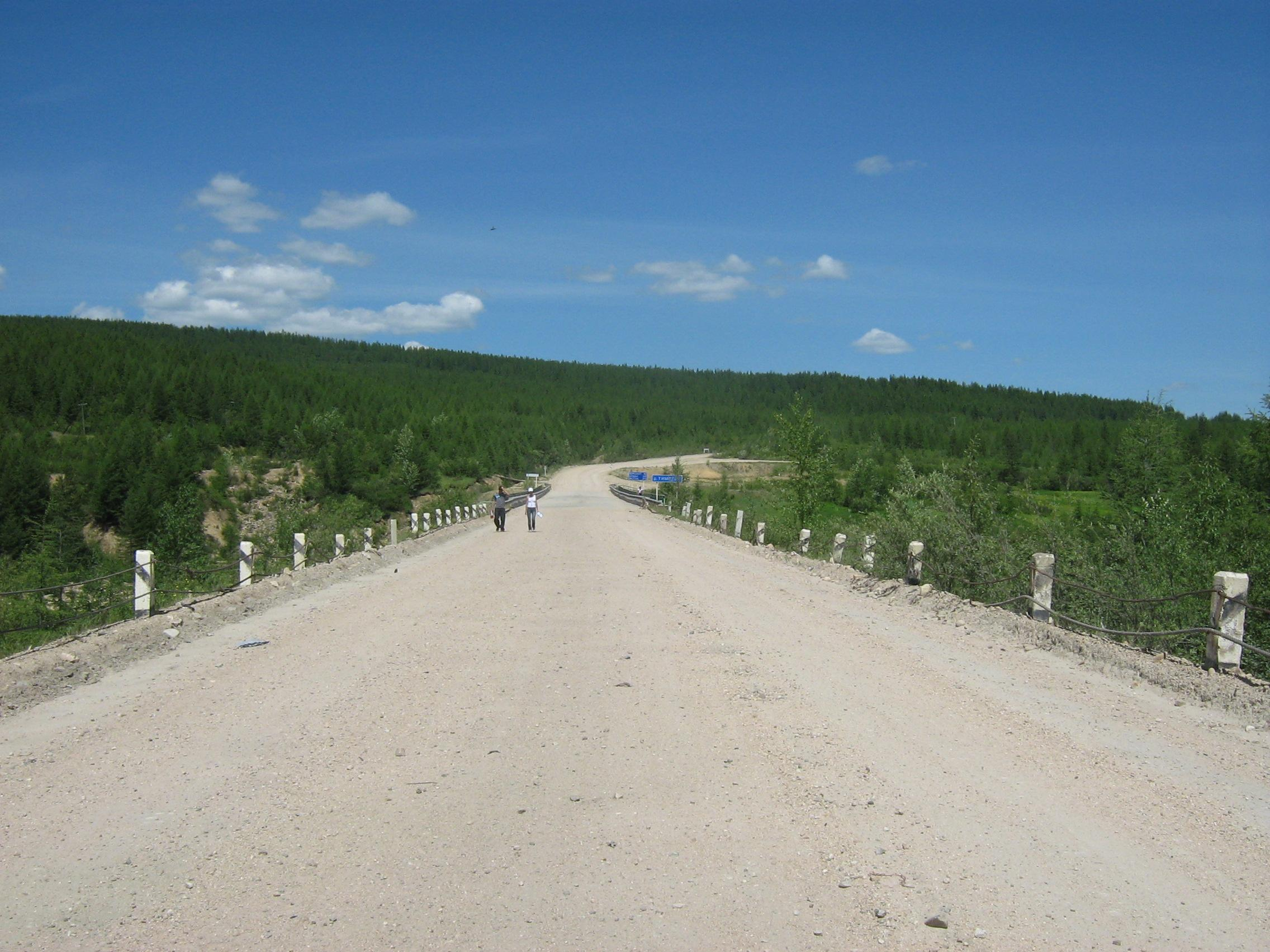
Une section de la route en 2007, pont de la rivière Timpton.

Pendant la Seconde Guerre mondiale, les travaux ne s'interrompent pas, les travailleurs doivent désormais aussi la maintenir et l'améliorer, que ce soit avec des ponts ou un meilleur revêtement. En 1949, de nombreux ponts venaient de voir le jour pour remplacer les bacs, comme sur les rivières Tynda, Tchoulmann ou encore la rivière Bolchoï Nimnyr. La même année, la route est finie en arrivant à Nijni Bestiakh. Cet achèvement fut d'ailleurs utilisé à des fins de propagande par le Ministère des Transports motorisés et des Routes de la RSFSR, en la déclarant comme étant une « victoire ouvrière d'une grande échelle ». C'est enfin cette année-là qu'elle est intégrée sous le nom de M56 au réseau routier soviétique.  
Pendant les décennies 1970 et 1980, la route subit de grandes rénovations, qui est abimée à cause du dégel et que la route soit construite sur du permafrost. De plus, des ponts en béton armé pour remplacer ceux en bois sont érigés, comme celui sur la rivière Amga en 1971. En 1987, la route n'a plus besoin de bacs ; un pont sur la rivière Aldan est inauguré à Tommot. La décennie des années 1990 voit seulement que des rénovations à une piste qui s'abîme de plus en plus.
À la fin des années 2000, il est décidé via un plan fédéral que 85 % de l'itinéraire soit revêtu à un niveau standard, et entre 2010 et 2015, 300 kilomètres de routes sont reconstruits, auquel il faut ajouter 350 autres jusqu'en 2019, soit plus de 100 kilomètres par an. En 2015, la route est entièrement revêtue, en gravier, béton ou asphalte, malgré des coûts très importants en raison des conditions climatiques extrêmes, comme les tempêtes de neige en hiver. Ces tempêtes nécessitent d'ailleurs un entretien constant de la route, afin qu'elle ne soit pas impraticable.

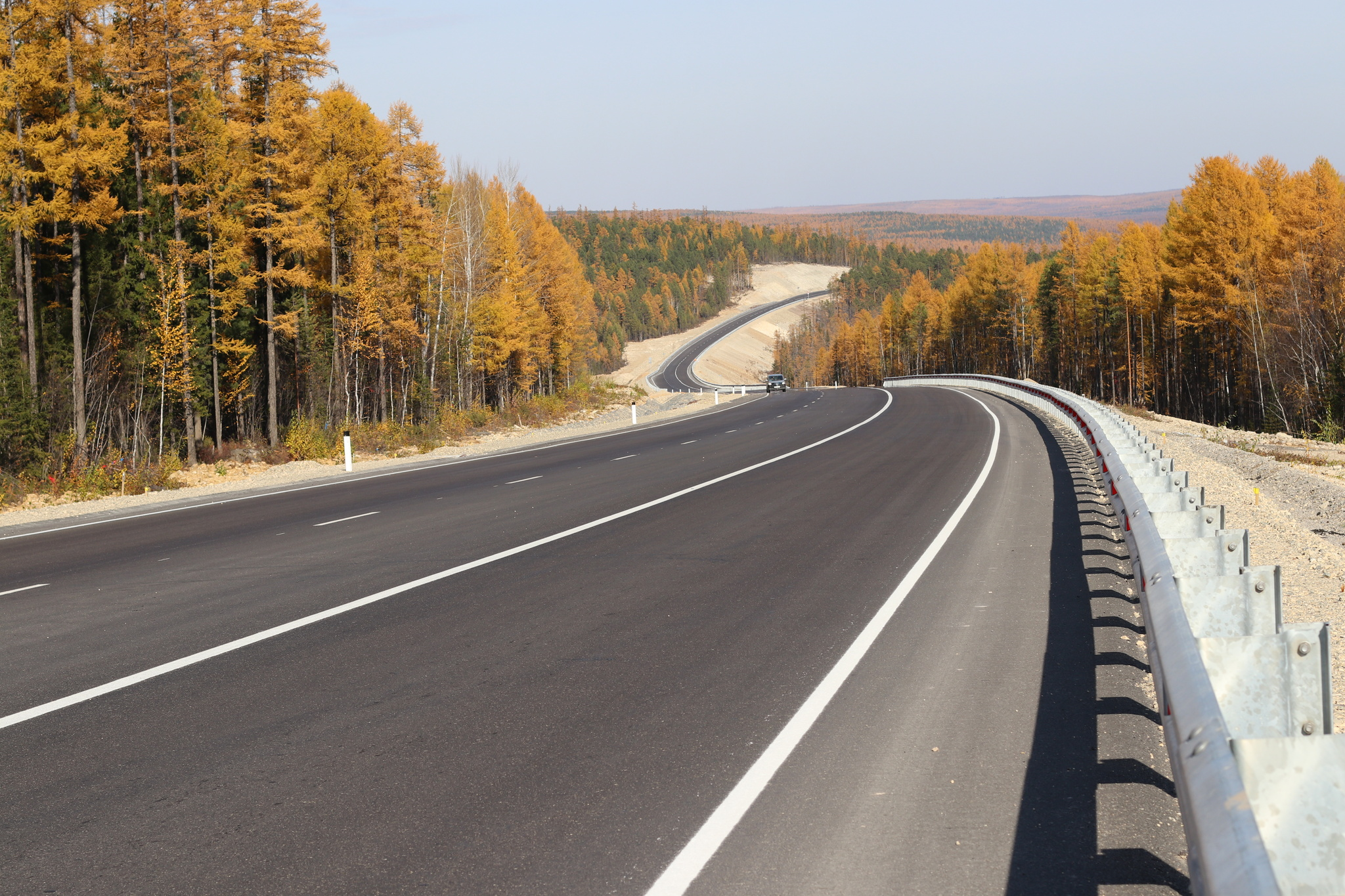
Section rénovée en 2021 en parfait état, dans l'oblast de l'Amour.

En 2019, la route était revêtue à 72 % en asphalte, et en 2020, il était de 80 %. De plus, malgré l'isolement, des travaux d'éclairages ont commencé sur les sections près des villes, comme à Nerioungri et à Aldan. En 2022, la surface en béton bitumineux / asphalte est de 972 km sur une longueur totale de 1157 kilomètres. Il reste ainsi plus que 185 kilomètres pas encore aux normes, qui devraient être achevés d'ici 2024, comme annoncée depuis 2020.
Avec la construction du pont sur la Léna qui a commencé en 2021 après des années de retard à cause du pont de Crimée, l'A360 devrait être connectée d'ici 2025 à Iakoutsk. Le pont et les accès devraient faire 14,9 kilomètres, dont 3,1 au-dessus du bras principal du fleuve. Le pont sera à haubans, avec 3 piliers, dont le central culminant à 283 mètres et les latéraux à 188 mètres. Il y aura une voie dans chaque sens, pour un trafic supérieur à 6000 véhicules journaliers.

## Itinéraire

### Oblast de l'Amour

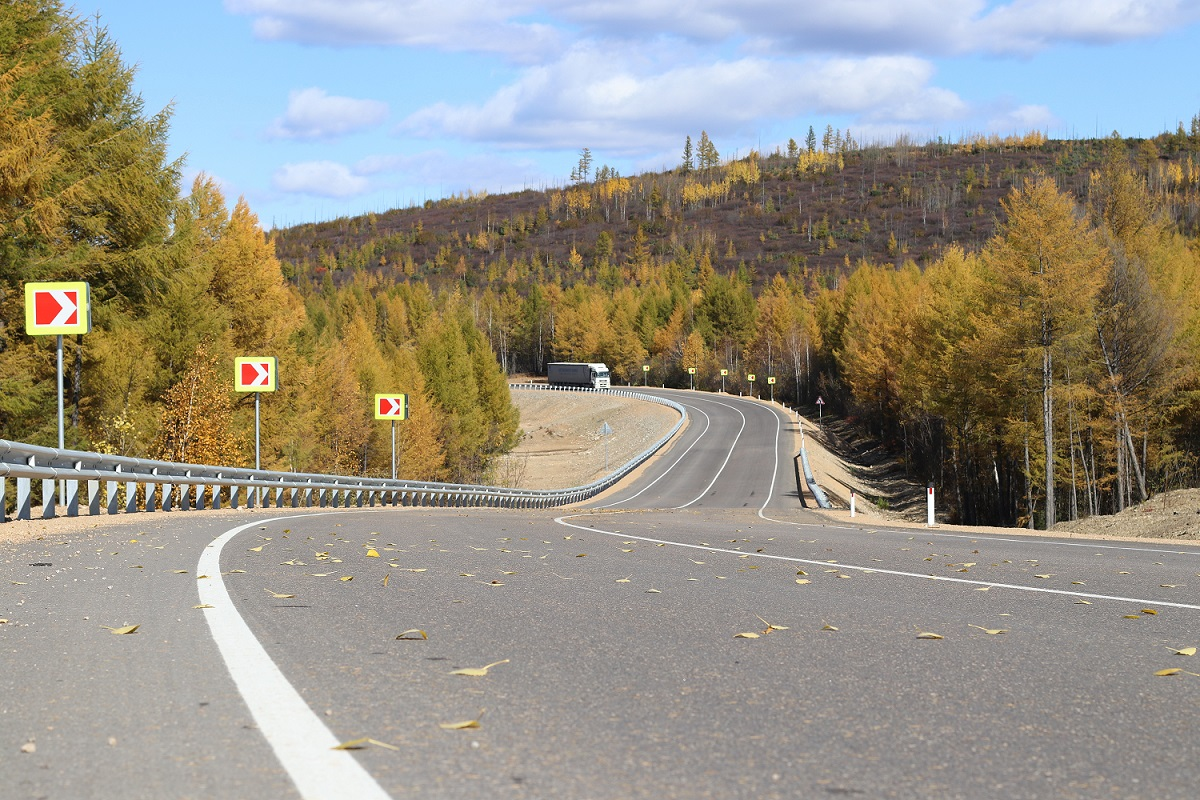
La route en automne entre le km 258 et le 268e km.

Raïon de Skovordino, km 0
- Never (commune de Skovorodino), km 0
- Rivière Bolchoï Never, km 1
- Échangeur entre  et , km 6L'A360 partant vers Iakoutsk vue depuis l'échangeur avec la R297.

Raïon de Tynda, km 12

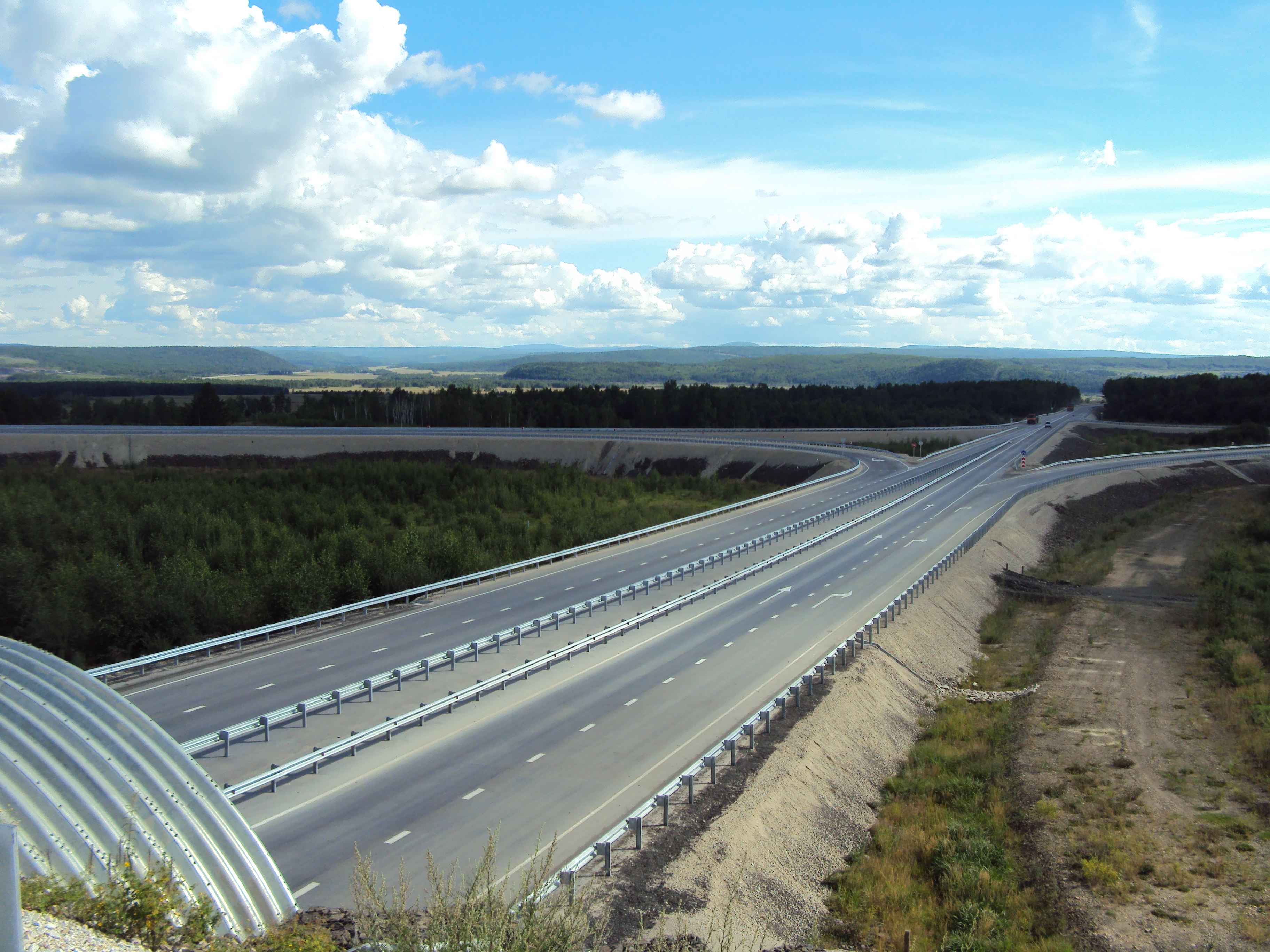
L'A360 partant vers Iakoutsk vue depuis l'échangeur avec la R297.

- Intersection vers Yankan, km 37
- Solovyovsk,  Aire de service , km 40
- Rivière Bolchoï Inaguil, km 58
- Rivière Maly Ourkan, km 63
- Rivière Bolchoï Djeltoulak, km 111
- Pobojiy, km 160

Ville de Tynda, km 163
- Intersection Rue Aldanskaïa vers Permovaïskoïe, km 165
- Aire de service , km 169
- Magistrale Baïkal-Amour, Magistrale Amour-Iakoutie, km 170
- Intersection Rue Zarechnaïa vers la gare et Permovaïskoïe, km 170

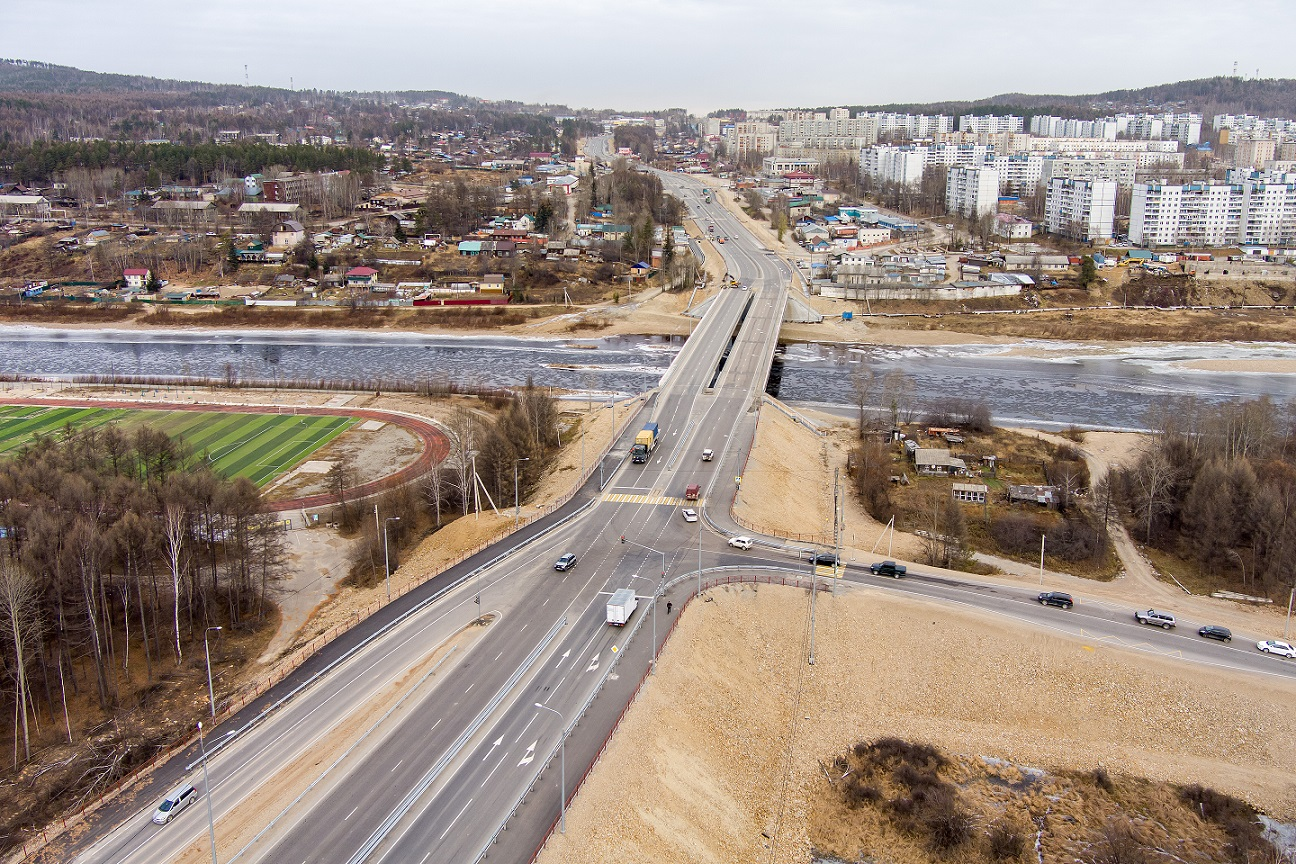
La route à Tynda en octobre 2022.

- Rivière Tynda, km 170La route à Tynda en octobre 2022.
- Rue Krasnaïa Presnya (vers Vostotchny) et 10K-231 vers Taksimo et Severobaïkalsk, km 171
- Intersection Rue Severnaïa Obyezdnaïa, km 172
- Intersection vers l'Aéorport de Tynda, km 187

Raïon de Tynda, km 188
- Rivière Sigitka, km 189
- Intersection vers Mogot, km 227
- Rivière Lapri, km 247
- Lapri, km 247
- Magistrale Amour-Iakoutie, km 255La route en automne entre le km 258 et le 268e km.
- Magistrale Amour-Iakoutie, km 262
- Aire de repos avec point d'observation sur la taïga à la frontière des deux sujets, km 268
- Magistrale Amour-Iakoutie, km 270

### République de Sakha

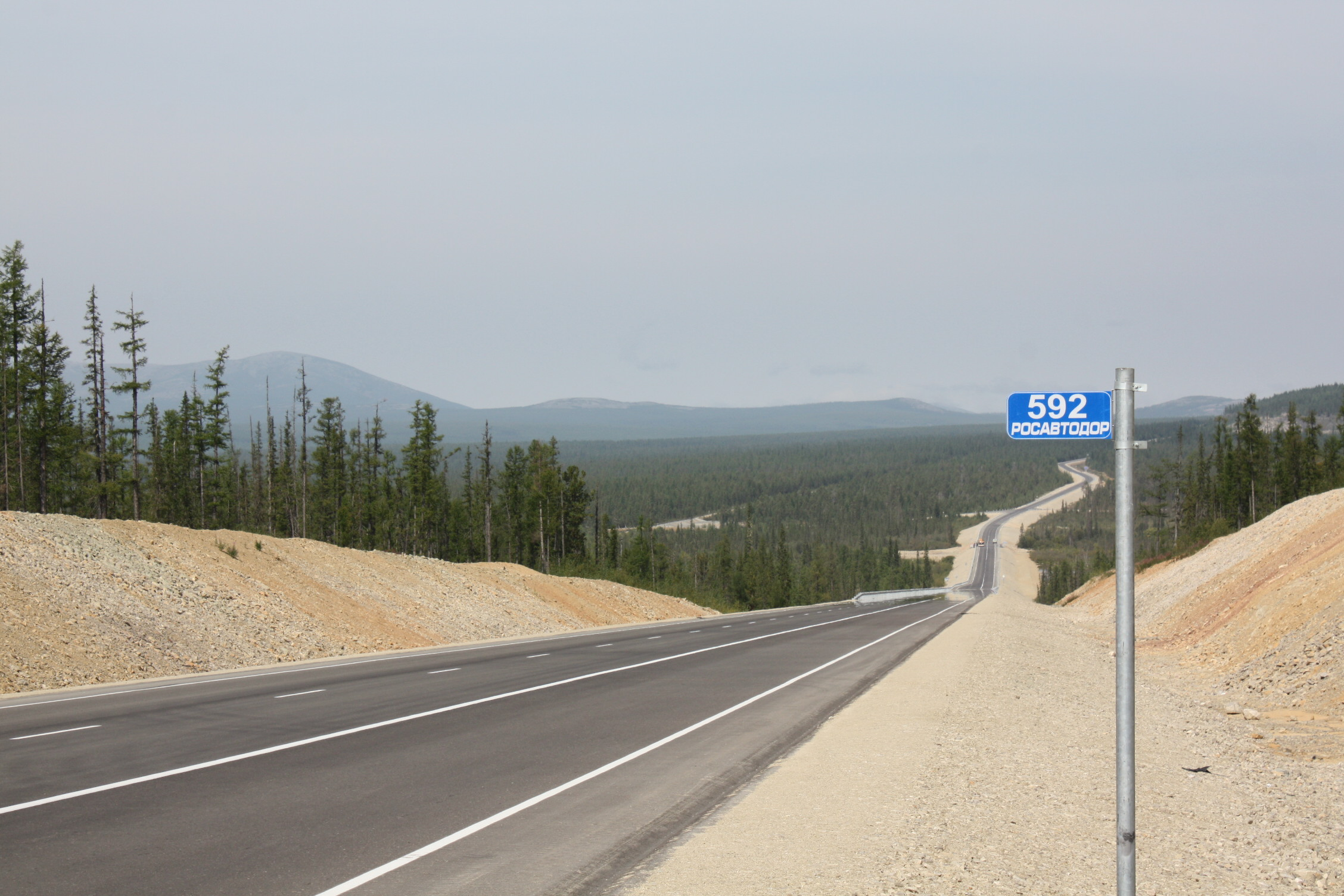
La route au km 592.

Oulous de Nerioungri
- Magistrale Amour-Iakoutie, km 274
- Nagorny, km 284
- Rivière Timpton, km 285
- Magistrale Amour-Iakoutie, km 300
- Magistrale Amour-Iakoutie, km 309
- Intersection vers Zolotinka, km 315
- Rivière Iengra, km 320
- Iengra, km 320
- Magistrale Amour-Iakoutie, km 362
- Intersection Rue Moussy Djalilya vers Berkakit, km 365
- Intersection vers Nerioungri, km 373
- Serebryany Bor,  Aire de service , km 377
- Intersection vers Nerioungri, km 377
- Intersection vers Tchoulmann, km 395
- Tchoulmann, km 397
- Intersection Rue Soviétique à Tchoulmann, km 400
- Rivière Tchoulmann, km 401
- Intersection vers l'aéroport de Tchoulman Nerioungri, km 402
- Magistrale Amour-Iakoutie, km 410
- Intersection vers Sadovyye Outchastki Pionerka, km 419
- Rivière Bolchaïa Khatyma, km 474
- Bolchoï Khatymi,  Aire de service , km 474
- Col Tit (Massif de l'Aldan), km 504

Oulous d'Aldan, km 508
- Ruines du Goulag n°11 Vassilevka
- Magistrale Amour-Iakoutie, km 549
- Rivière Bolchoï Nimnyr, km 569
- Bolchoï Nimnyr, km 569La route au km 592.
- Magistrale Amour-Iakoutie, km 619
- La route à Orotchyon 1-y.Orotchion 1-y, km 626

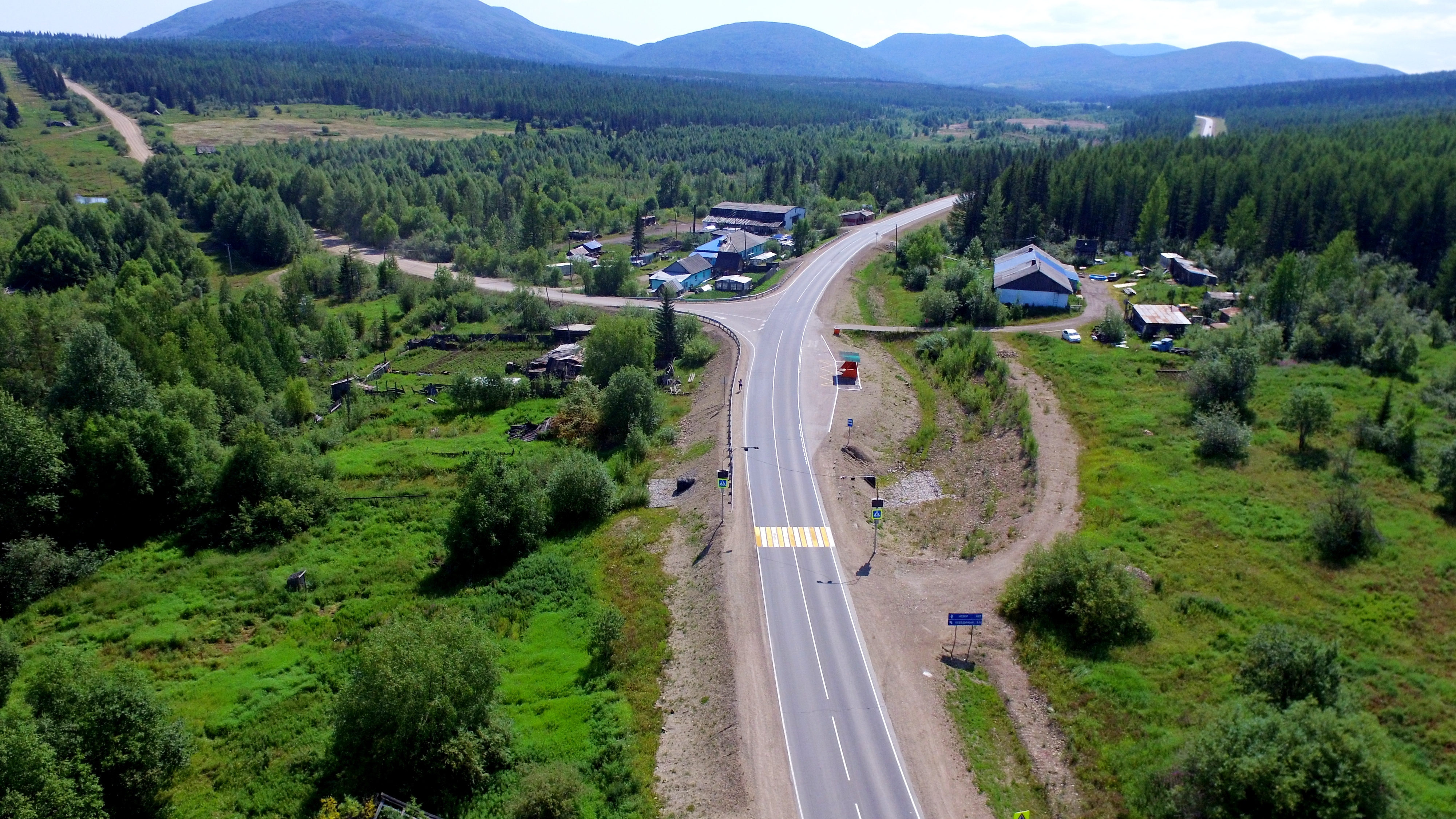
La route à Orotchyon 1-y.

- Intersection vers Lebediny, km 619
- Orotchion 2-y, km 633
- Aldan (entrée), km 638
- Intersection Rue Bilibina,  Aire de service , km 638
- Intersection Rue Zinshteïna vers Leninsky et Aldan-centre
- Intersection Rue Tarabounika, km 643
- Intersection Rue "50 Let Vlksm", km 645
- Intersection vers Tamarak (quartier d'Aldan), sortie d'Aldan, km 647
- Verkhniy Kuranakh, km 662
- Intersection vers  Nijniy Kouranakh, km 666
- Rivière Yakokit, km 688
- Yakokit, km 688
- Magistrale Amour-Iakoutie, km 701
- Tommot, km 711
- Intersection vers Yllymakh, km 712
- Rivière Aldan, km 716L'A360 enjambant l'Aldan à Tommot

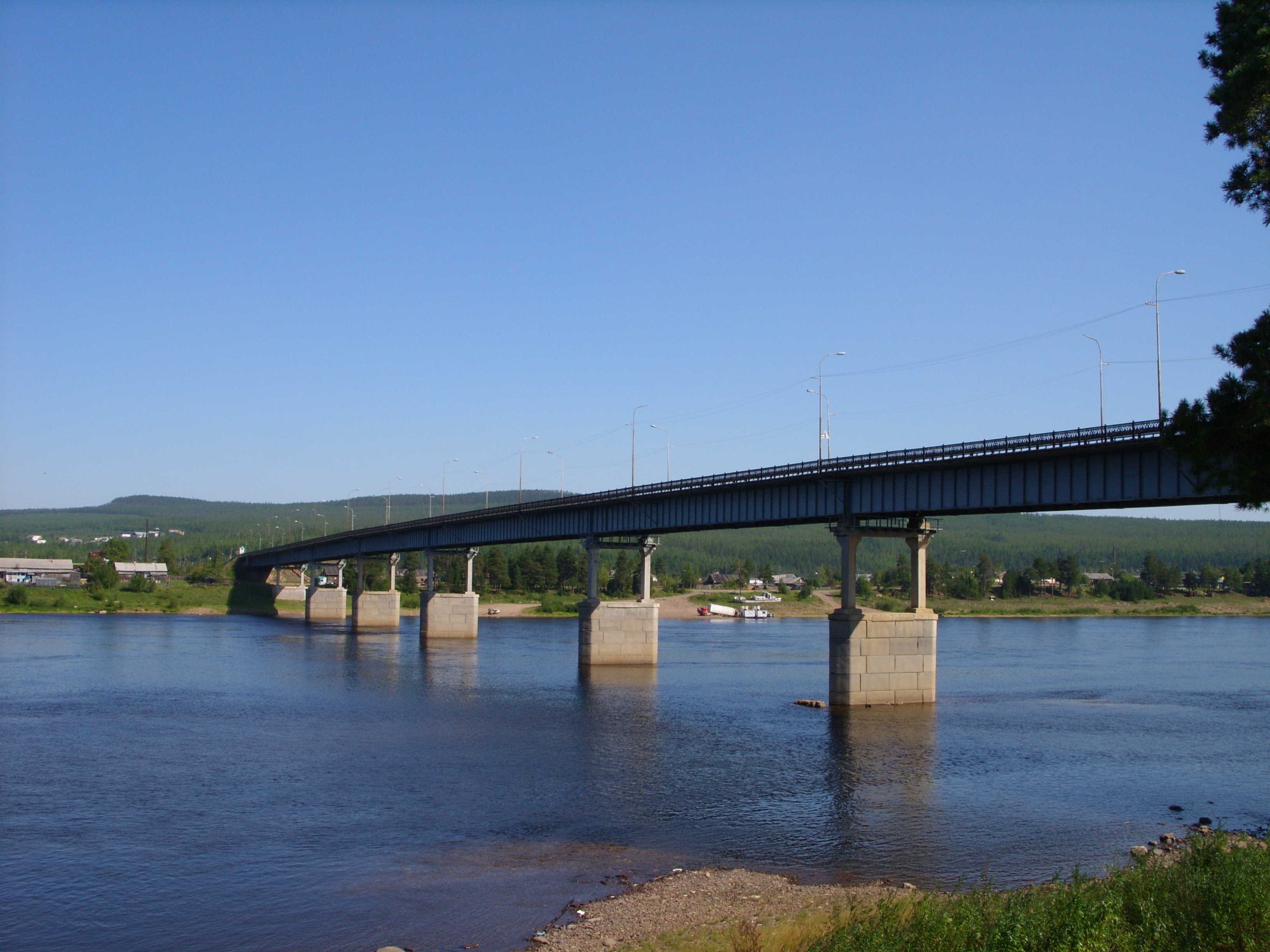
L'A360 enjambant l'Aldan à Tommot

- Aire de service , sortie de Tommot, km 718
- Magistrale Amour-Iakoutie, km 720
- Verkhnyaïa Amga, km 825
- Rivière Amga, km 826
- Magistrale Amour-Iakoutie, km 826
- Magistrale Amour-Iakoutie, km 848
- Oulou, km 907
- Magistrale Amour-Iakoutie, km 1008

Oulous de Khangalass, km 1008
- Intersection vers Katchikattsy, km 1504
- Intersection vers Kysyl-Iouriouïa, km 1065
- Intersection vers Kerydom, km 1076
- Intersection vers Tit-Ebya, km 1086
- Intersection vers Khototchtchu, km 1095

Oulous de Méguino-Kangalass, km 1098
- Intersection vers Rassoloda, km 1121
- Pont sur la Léna, vers Iakoutsk, km 1132 (future)[14]
- Intersection vers Khaptagaï, km 1135
- Intersection vers Khomoustakh, km 1141
- Intersection vers Pavlovsk et la gare de Nijni-Bestiakh, km 1149
- Nijni-Bestiakh (arrivée à), km 1156L'A360 en arrivant à Nijni-Bestiakh.

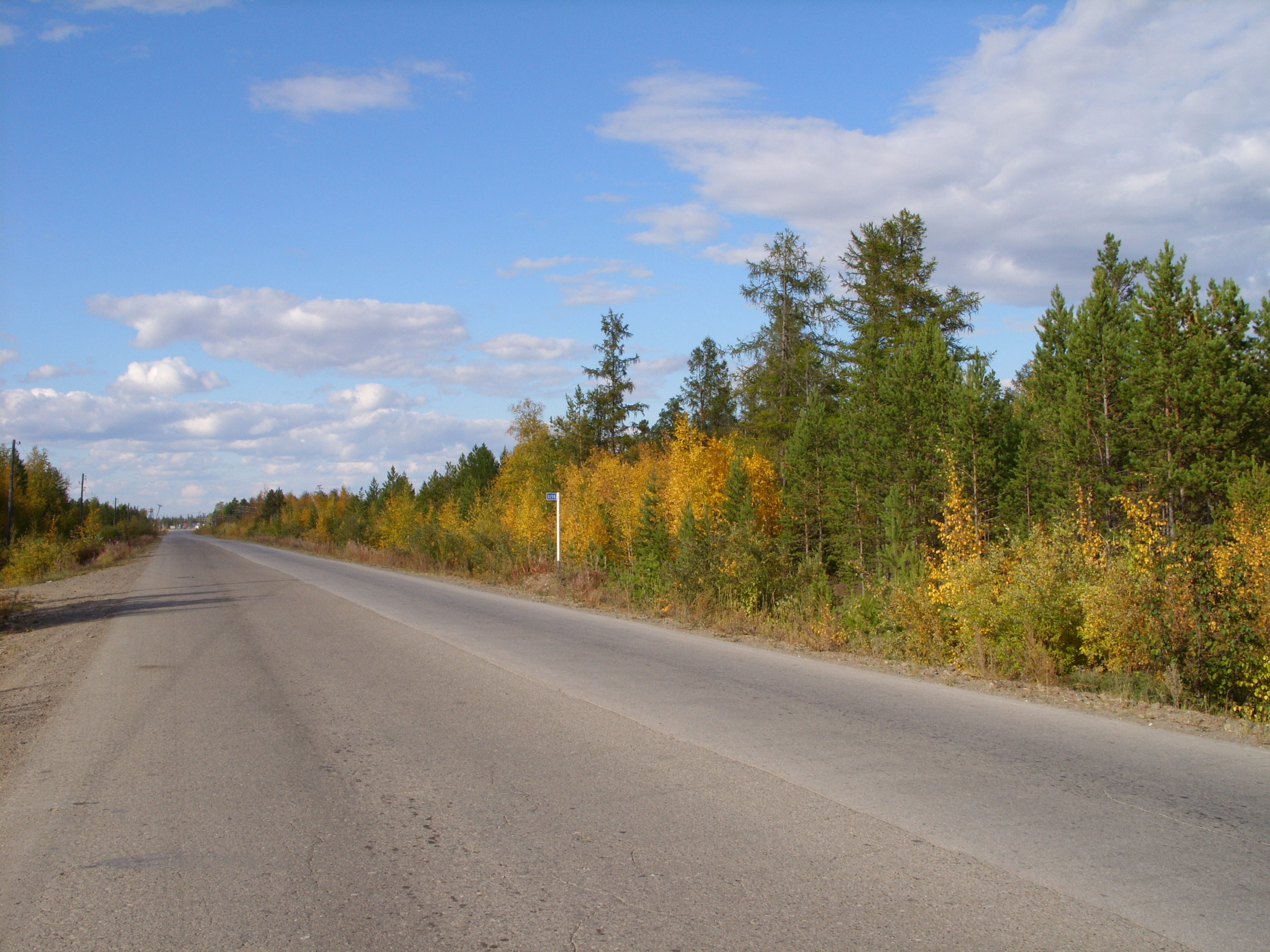
L'A360 en arrivant à Nijni-Bestiakh.

- Intersection avec la 98K-001 vers Maïa, la route est prolongée par la  vers Magadan km 1157, fin[15].

### Note sur le kilométrage
L'itinéraire n'est pas exhaustif, et les distances et points kilométriques ont été calculés via Yandex.